# Autotelic
Autotelic ist eine 2012 gegründete sechsköpfige Alternative-Rock-/Popband aus der philippinischen Hauptstadt Manila.
Die Musiker mischen japanische Musik mit Einflüssen westlicher Dance-Musik und Alternative Rock. Die Liedtexte sind teilweise in englischer Sprache, zumeist aber in Tagalog geschrieben. 2014 erschien eine nach der Band betitelte EP über der Nemesis Music Group. Nachdem die Band zu MCM Music Inc., einem regionalen Ableger der Universal Music Group gewechselt waren, erschien im Jahr 2016 das Debütalbum Papunta Pabalik.
Die Band wurde 2017 in drei Kategorien bei den Awit Awards, der von der PARI verliehen wird, nominiert.

## Diskografie
- 2014: Autotelic (EP, Nemesis Music Group)
- 2016: Papunta Pabalik (Album, MCA Music Inc., Universal Music Group)

## Nominierungen
- Awit Awards[4]
  - 2017: Best Performance by a New Group Recording Artist (gewonnen)
  - 2017: Best Rock/Alternative Recording (nominiert)
  - 2017: Best Performance by a Group Recording Artist (nominiert)